# El Juncal
El Juncal es una localidad argentina del departamento Adolfo Alsina, en la provincia de Río Negro.

## Población
Contó con 83 habitantes (Indec, 2010), lo que representó un incremento del 36% frente a los 61 habitantes (Indec, 2001) del censo anterior.
El censo 2022 registró una población de 86 habitantes que se repartieron entre 49 hombres y 37 mujeres. Sin embargo, las cifras obtenidas fueron estimativas solo teniendo en cuenta a la población en viviendas particulares; es decir, excluyendo del dato a la población institucional y las personas sin hogar. Gracias a este censo también fue posible conocer su densidad y tamaño urbano.
| Gráfica de evolución demográfica de El Juncal entre 1991 y 2022 |
|                                                                 |
| Fuente: Censos nacionales del INDEC                             |

## Datos generales
La pequeña población sobrevive gracias al cultivo y el comercio de la fruta, especialmente manzanas y peras.
Cuenta con las siguientes instituciones públicas: la escuela primaria N.º 249 y jardín anexo, la Escuela Secundaria de Formación Agraria, una Brigada Rural de la Policía de Río Negro y un Centro de atención Primaria de la Salud, dependiente del Hospital Artémides Zatti. 
También existen diferentes iglesias, aserradero y almacén.